# Michel Bruneel
Michel-Emiel Bruneel (Hulste, 12 december 1899 - aldaar op 6 oktober 1959) was burgemeester van de Belgische plaats Hulste tussen 1947 en 1959.
In Harelbeke werd een straat naar hem vernoemd.